# Interfax-Ucraina
Interfax-Ucraina (in ucraino: Інтерфакс-Україна) è un'agenzia di stampa ucraina con sede a Kiev fondata nel 1992. La società appartiene al gruppo giornalistico russo Interfax Information Services. L'azienda pubblica in ucraino, russo e inglese.

## Storia
Interfax è stata costituita il 24 novembre 1992, l'anno successivo all'indipendenza dell'Ucraina nel 1991, da una squadra di 10 persone a Kharkiv. Nel 1993 l'agenzia si è trasferita a Kiev.